# Choroby Serca i Naczyń
Choroby Serca i Naczyń – to kwartalnik o charakterze edukacyjnym wydawany przez Wydawnictwo Via Medica pod patronatem Polskiego Towarzystwa Medycyny Rodzinnej oraz Polskiego Towarzystwa Nadciśnienia Tętniczego. Redaktorem naczelnym jest prof. Krzysztof Narkiewicz. Zastępcą redaktora naczelnego jest prof. Krzysztof Filipiak.
W skład rady naukowej wchodzą samodzielni pracownicy naukowi z tytułem profesora lub stopniem doktora habilitowanego z Polski. Artykuły ukazują się w języku polskim (drukowane są także abstrakty w języku angielskim). 

## Działy
- nadciśnienie tętnicze
- choroba wieńcowa
- niewydolność serca
- choroby naczyń
- angiologia
- diabetokardiologia
- neurologia
- farmakoterapia chorób układu krążenia
- zaburzenia rytmu serca
- kliniczna interpretacja wyników badań
- przypadki kliniczne
- EKG w praktyce

## Indeksacja
- Index Copernicus (IC)

Współczynniki cytowań:
- Index Copernicus (2009): 3,80[1]

Na liście czasopism punktowanych przez polskie Ministerstwo Nauki znajduje się w części B z sześcioma punktami.